# Ric Flair
Ric Flair (född Richard Morgan Fliehr) mer känd som "The Nature Boy" Ric Flair, född 25 februari 1949 i Memphis, Tennessee, USA, är en före detta wrestlare. Flair är känd för att använda tekniken Figure four leg lock som avslutare på sina matcher. 

## Biografi
Flair har fyra barn; Megan, David, Reid och Ashley. Båda sönerna har försökt sig på en karriär som professionella wrestlare. Det är dock dottern Ashley, mer känd som Charlotte Flair, som gjort sig det största namnet inom wrestling. Sonen Reid avled 2013, troligen av en överdos. Han var då 24 år gammal.

## Karriär
Ric Flair tränades i början av sin professionella karriär av Verne Gagne och gjorde sin professionella debut 10 december 1972 i förbundet AWA.    
År 2005 skrev han tillsammans med Keith Elliot Greenberg biografin To be the man. Titeln syftar på ett av hans klassiska och ofta upprepade uttalande: "To be the man, you've got to beat the man". Han blev invald i WWE Hall of Fame 2008 och blev då den första fortfarande aktiva wrestlaren som valdes in där. Samma år meddelade Flair att han aldrig skulle pensionera sig. Efter att Vince McMahon hört detta kontrade han med att Flair kunde fortsätta sin karriär – så länge han kunde vinna. Matcherna därpå vann han, men förlorade när han mötte Shawn Michaels under WrestleMania 24. Han meddelande då att han gick i pension. Efter att hans kontrakt löpt ut 2009 tävlade han i en serie matcher mot Hulk Hogan i Australien. Därefter började han tävla i TNA. År 2012 meddelade han återigen att han skulle gå i pension. Han fortsatte dock tävla fram till 2022 då han för tredje gången uppgav att han skulle pensionera sig.
Ric Flair medverkade också i datorspelet Command & Conquer: Red Alert 3: Uprising 2009.